# قنينة منضغطة
القِنِّينة المُنْضَغِطة أو الزجاجة المنضغطة هي نوع من الأوعية كالقنينة اللدنة لتوزيع المائع، والتي تستخدم عن طريق الضغط على القنينة بيد المستخدم.